# Teunis Lodder
Teunis Lodder (Goedereede, 11 maart 1888 – Opheusden, 9 januari 1954) was een Nederlands politicus. 
Hij werd geboren als zoon van Jacob Lodder en Lena Zaaijer. Hij was ambtenaar ter secretarie in Vorden voor hij in 1917 benoemd werd tot burgemeester van Kesteren. Eind 1944 dook hij onder en na de bevrijding werd hij gestaakt. Enige tijd later mocht hij zijn oude functie hervatten. Lodder ging in 1953 met pensioen en overleed ruim een half jaar later op 65-jarige leeftijd. 
Nadat zijn echtgenote in 1918 overleden was hertrouwde hij met een zus van haar. In Opheusden dat destijds behoorde tot de gemeente Kesteren is de 'Burgemeester Lodderstraat' naar hem vernoemd.